# Yuehua Entertainment
Yuehua Entertainment (tiếng Trung: 北京乐华圆娱文化传播股份有限公司; Hán-Việt: Bắc Kinh Nhạc Hoa viên ngu văn hóa truyền bá cổ phần hữu hạn công ty; bính âm: Běijīng lè huá yuán yú wénhuà chuánbò gǔfèn yǒuxiàn gōngsī; Hangul: 위에화 엔터테인먼트) là một công ty thu âm quy mô lớn, mô giới có trụ sở tại Bắc Kinh, Trung Quốc. được thành lập vào tháng 7 năm 2009 bởi Đỗ Hoa, Hàn Canh, Mạnh Đinh Vi cũng giữ cổ phần công ty. Công ty này chuyên về sản xuất và phát hành album nhạc, mô giới, đào tạo nghệ sĩ,  quan hệ công chúng và tiếp thị giải trí. Yuehua Entertainment đã hợp tác với các công ty giải trí Hàn Quốc là YG Entertainment, Pledis Entertainment và Starship Entertainment. Công ty đã nhận được hàng loạt sự tài trợ từ Gravity Media và CMC Capital vào tháng 8 năm 2014. CMC Capital đầu tư $49 triệu USD và trở thành cổ đông lớn nhất của công ty. Năm 2014, Yuehua đã thành lập một chi nhánh nằm ở Gangnam-gu, Seoul, Hàn Quốc. Công ty lên kế hoạch sẽ mở rộng các hoạt động tại Hàn Quốc kể từ tháng 2 năm 2016.

## Danh sách nghệ sĩ
Về phần dàn diễn viên nam, vị trí đầu tiên là của Vương Nhất Bác
Về phần dàn diễn viên nữ, vị trí đầu tiên đương nhiên là của Trình Tiêu - "Đại công chúa", "Nhất Tỷ"

### Nam nghệ sĩ
| Nam nghệ sĩ                       | Nam nghệ sĩ                                                | Nam nghệ sĩ                                                        | Nam nghệ sĩ                                             |
| --------------------------------- | ---------------------------------------------------------- | ------------------------------------------------------------------ | ------------------------------------------------------- |
| Hàn Canh                          | Hoàng Chinh                                                | Tashi Dhondup                                                      | Tiêu Phi                                                |
| Mã Tùng                           | Vu Dươngg                                                  | Lý Vấn Hàn (thành viên UNIQ / UNINE)                               | Châu Nghệ Hiên (Thành viên UNIQ / New Storm)            |
| Kim Sung-joo (thành viên UNIQ)    |                                                            | Vương Nhất Bác (thành viên UNIQ)                                   | Ngao Khuyển                                             |
| Trương Tử Kiện                    | JOJO-Đường Cửu Châu (thành viên IXFORM)                    | Vương Tích                                                         | Hồ Xuân Dương (thành viên UNINE)                        |
| Lee Do-hyun                       | Chu Chính Đình (thành viên NEX7 / Nine Percent)            | Tất Văn Quân (thành viên NEX7)                                     | Hoàng Tân Thuần                                         |
| Đinh Trạch Nhân (thành viên NEX7) | Phạm Thừa Thừa (thành viên NEX7 / Nine Percent)            | Lý Quyền Triết (NEX7)                                              | Justin /Hoàng Minh Hạo (thành viên NEX7 / Nine Percent) |
| Hồ Văn Huyên                      | LEW (Thành viên TEMPEST/ Thành viên Hyeongseop X Euiwoong) | Hyeongseop (Thành viên Hyeongseop X Euiwoong / Thành viên TEMPEST) | Hanbin (Thành viên TEMPEST)                             |
| [Hyuk] (Thành viên TEMPEST)       | Eunchan (Thành viên TEMPEST)                               | Hwarang (Cựu thành viên TEMPEST)                                   | Taerae (Thành viên TEMPEST)                             |

### Nữ nghệ sĩ
| Nữ nghệ sĩ                               | Nữ nghệ sĩ                                                            | Nữ nghệ sĩ                                                        | Nữ nghệ sĩ                     |
| ---------------------------------------- | --------------------------------------------------------------------- | ----------------------------------------------------------------- | ------------------------------ |
| Trình Tiêu (Cựu thành viên Cosmic Girls) | An Hựu Kì                                                             | Vương Lộ                                                          | Trương Dao                     |
| Trần Hảo                                 | Ngải Phi                                                              | Mạnh Đinh Vi                                                      | Long Vận Túc (Thành viên NAME) |
| Vương Gia Ninh                           | Choi Ye-na (cựu thành viên Iz*One)                                    | Lưu Tân Ngôn                                                      | Lý Tư Dương (Thành viên NAME)  |
| Vương Oanh Oánh                          | Hứa Nhã Đình                                                          | Yiren (EVERGLOW)                                                  | Kim Si-hyeon (EVERGLOW)        |
| Aisha (EVERGLOW)                         | Mia (EVERGLOW)                                                        | Onda (EVERGLOW)                                                   | E:U (EVERGLOW)                 |
| Âu Dương Trùng Tịch (Thành viên NAME)    | Ngô Tuyên Nghi (Cựu thành viên Cosmic Girls/ [Hỏa tiễn thiếu nữ 303]) | Mạnh Mỹ Kỳ (Cựu thành viên Cosmic Girls/ [Hỏa tiễn thiếu nữ 303]) |                                |
| Phùng Nhược Hàm (Thành viên NAME)        | Kim Tử Hàm (Thành viên NAME)                                          | Lưu Gia Hân (Thành viên NAME)                                     | Lý Giai Giai (Thành viên NAME) |

### Nhóm nhạc
| Nhóm nhạc             | Nhóm nhạc          | Nhóm nhạc      | Nhóm nhạc             | Nhóm nhạc |
| --------------------- | ------------------ | -------------- | --------------------- | --------- |
| UNIQ                  | Cosmic Girls /WJSN | YHBOYS         | Hyeongseop X Euiwoong | NAME      |
| NEXT Nhạc Hoa Thất Tử | EVERGLOW           | A-Soul         | TEMPEST               |           |
| BoyHood               | Neverland          | Quantum Junior | EOE                   | TTUP      |

### Đạo diễn
- Jang Tae-yoo

### Thực tập sinh công khai
- Thôi Thừa Hách (Thí sinh Produce 101 Mùa 2)
- Mena (Thí sinh Sáng Tạo 101, Hiện tại là thành viên HOT ISSUE)
- Giang Cảnh Nhân (Thí sinh Sáng Tạo 101)
- Phan Quân Nhã (Thí sinh Sáng Tạo 101)
- Hồng Vĩ Triết (Thí sinh All for One, thành vên New Storm)
- Lâm Dục Tu (Thí sinh All for One, thí sinh Sáng tạo doanh 2021, thực tập sinh L.TAO Entertainment)
- Hoàng Trí Bác (Thí sinh All for One, bị bắt vì lừa bán khẩu trang, bị chấm dứt hợp đồng làm thực tập sinh sau vụ việc) [13]
- Cao Hân (Thí sinh All for One)
- JOJO-Đường Cửu Châu ( Thí sinh Thanh xuân có bạn (mùa 3) , thành viên IXFORM)
- Hoàng Kim Luật (Thí sinh Produce X 101)
- Du Thừa Tuấn (Thí sinh Produce X 101)
- Trương Minh Hạo (Thành viên YHBOYS, bị trục xuất vì một sự cố khiêu dâm (Chờ xác nhận))
- Tống Chiêu Nghệ / hay Trương Khê (Thí sinh Sáng Tạo 101, thí sinh Thanh xuân có bạn (mùa 2))
- Ngải Y Y / hay Dương Nhị Hạm (Thí sinh Sáng Tạo 101, thí sinh Thanh xuân có bạn (mùa 2))
- Lâm Hi Á (Thí sinh Thanh xuân có bạn (mùa 2))
- Thôi Thừa Hách (Thí sinh Produce 101 Mùa 2)
- Mena (Thí sinh Sáng Tạo 101, Hiện tại là thành viên HOT ISSUE)
- Giang Cảnh Nhân (Thí sinh Sáng Tạo 101)
- Phan Quân Nhã (Thí sinh Sáng Tạo 101)
- Hồng Vĩ Triết (Thí sinh All for One, thành vên New Storm)
- Lâm Dục Tu (Thí sinh All for One, thí sinh Sáng tạo doanh 2021, thực tập sinh L.TAO Entertainment)
- Cao Hân (Thí sinh All for One)
- Trình Thần
- Hoàng Kim Luật (Thí sinh Produce X 101)
- Du Thừa Tuấn (Thí sinh Produce X 101)
- Trương Minh Hạo (Thành viên YHBOYS, bị trục xuất vì một sự cố khiêu dâm (Chờ xác nhận))
- Tống Chiêu Nghệ / hay Trương Khê (Thí sinh Sáng Tạo 101, thí sinh Thanh xuân có bạn (mùa 2))
- Ngải Y Y / hay Dương Nhị Hạm (Thí sinh Sáng Tạo 101, thí sinh Thanh xuân có bạn (mùa 2))
- Lâm Hi Á (Thí sinh Thanh xuân có bạn (mùa 2))
- Kim Gyuvin (Thí sinh Boys Planet, Hiện tại là thành viên của ZEROBASEONE)
- Han Yujin (Thí sinh Boys Planet, Hiện tại là thành viên của ZEROBASEONE)
- Zhang Hao (Thí sinh Boys Planet, Hiện tại là thành viên của ZEROBASEONE)
- Ricky (Thí sinh Boys Planet, Hiện tại là thành viên của ZEROBASEONE)
- Ollie (Thí sinh Boys Planet)
- Brian (Thí sinh Boys Planet)
- Ji Yunseo (Thí sinh Boys Planet)
- Yoo Seungeon (Thí sinh Boys Planet)

| Thực tập sinh    | Thực tập sinh                                                     |
| ---------------- | ----------------------------------------------------------------- |
| Trương Cảnh Quân | Thí sinh Thanh xuân có bạn (mùa 3)                                |
| Lưu Kì           | Thí sinh Thanh xuân có bạn (mùa 3)                                |
| Kim Tử Hàm       | Thì sinh Thanh xuân có bạn (mùa 2)/ thành viên NAME               |
| Trần Hân Uy      | Thì sinh Thanh xuân có bạn (mùa 2)                                |
| Tô Huân Luân     | Thí sinh All for One, thành viên New Storm, thí sinh We Are Young |
| Trương Hạo Liêm  | Thí sinh All for One, thành viên New Storm                        |
| Trương Tuấn Nhất | Thực tập sinh công khai của YHBOYS                                |
| Quách Điện Giáp  | Thực tập sinh công khai của YHBOYS                                |
| Lưu Quan Nghị    | Thực tập sinh công khai của YHBOYS                                |
| Trương Ân Thạc   | Thực tập sinh công khai của YHBOYS                                |
| Tôn Gia Khải     | Thực tập sinh công khai của YHBOYS                                |
| Lý Lâm Ma        | Thực tập sinh công khai của YHBOYS                                |

## Rời công ty

### Nghệ sĩ nam
- Hồ Ngạn Bân (2011-2012)
- A-do (2011-2014)
- Phù Long Phi (2013-2014)
- Cho Seung-youn / WOODZ  (2018-2022)
- Song Jae-won / Hwarang (TEMPEST) (2022-2024)

### Nghệ sĩ nữ
- Alan Dawa Dolma (2011-2015)
- Chu Bút Sướng (2012-2016)

### Thực tập sinh
- Thôi Thừa Hách (Thí sinh Produce 101 Mùa 2)
- Mena (Thí sinh Sáng Tạo 101, Hiện tại là thành viên HOT ISSUE)
- Giang Cảnh Nhân (Thí sinh Sáng Tạo 101)
- Phan Quân Nhã (Thí sinh Sáng Tạo 101)
- Hồng Vĩ Triết (Thí sinh All for One, thành vên New Storm)
- Lâm Dục Tu (Thí sinh All for One, thí sinh Sáng tạo doanh 2021, thực tập sinh L.TAO Entertainment)
- Hoàng Trí Bác (Thí sinh All for One, bị bắt vì lừa bán khẩu trang, bị chấm dứt hợp đồng làm thực tập sinh sau vụ việc) [13]
- Cao Hân (Thí sinh All for One)
- Hoàng Kim Luật (Thí sinh Produce X 101)
- Du Thừa Tuấn (Thí sinh Produce X 101)
- Trương Minh Hạo (Thành viên YHBOYS, bị trục xuất vì một sự cố khiêu dâm (Chờ xác nhận))
- Tống Chiêu Nghệ / hay Trương Khê (Thí sinh Sáng Tạo 101, thí sinh Thanh xuân có bạn (mùa 2))
- Ngải Y Y / hay Dương Nhị Hạm (Thí sinh Sáng Tạo 101, thí sinh Thanh xuân có bạn (mùa 2))
- Lâm Hi Á (Thí sinh Thanh xuân có bạn (mùa 2))
- Brian (Thí sinh Boys Planet)

## Thu âm
- Hàn Canh album Hope in the Darkness, album Lạnh hơn (寒更), abum Tam canh (三庚)
- An Hựu Kì EP 因瞰朵, album MISS安, EP 大爱Crazy Love
- Hồ Ngạn Bân album WHO CARES, album 大一号
- A-do album 第9次初恋
- Alan Dawa Dolma album Love Song
- Hoàng Chinh album 征爱拾力, album 北京不孤单, album 态度
- Trương Dao album 心中唯一的花
- Chu Bút Sướng album Unlock
- UNIQ EP Falling In Love, album EOEO, Mini album EOEO优＋
- Hyeongseop X Euiwoong EP The Moment of Memory, Mini album 꿈으로 물들다 (Color Of Dream)
- NEXT Nhạc Hoa Thất Tử album thành viên The First, album thành viên NEXT TO YOU, album thực thể NEXT TO YOU, album thành viên NEXT BEGINS
- Everglow EP Arrival of Everglow, EP Hush, album mini REMINISCENCE, album mini -77.82X-78.29

## Đầu tư phim ảnh
- So Young của Triệu Vy đạo diễn
- Ex Files (Hàn Canh diễn chính)
- Transformers: Kỷ nguyên hủy diệt
- Marco Polo (phim 3D)

## Sản xuất web drama
- 2015: Tập đoàn nam thần - Intouchable (男神执事团)

## Đồng sản xuất
| Năm  | Công ty sản xuất            | Tên gốc      | Tên | Nghệ sĩ tham gia                            |
| ---- | --------------------------- | ------------ | --- | ------------------------------------------- |
| 2020 | Youku, Xưởng bài văn hóa    | 宇宙打歌中心 |     | 陈昕葳、胡春杨、黄明昊、李汶翰 (新歌推送员) |
| 2021 | Iqiyi, Truyền thông Hợp Tâm | 发光的名字   |     | Thực tập sinh Yuehua Entertainment          |

## Yuehua Entertainment (Hàn Quốc)
Được thành lập năm 2014. Có địa chỉ tại YHTOWER, số 403, Nonhyeon-ro , Gangnam-gu, Seoul, Hàn Quốc .

### Các Nghệ sĩ đang hoạt động tại chi nhánh Hàn Quốc
- Kim Sung-joo (thành viên UNIQ,diễn viên)
- Lee Do-hyun (Diễn viên)
- Everglow
- Hwang Hyun Joo
- Choi Ye-na (cựu thành viên Iz*One)
- Tempest
- Park Cheon

### Yuehua Entertainment
Yuehua Entertainment trên Sina Weibo
Kênh Yuehua Entertainment trên YouTube

### Yuehua Entertainment Hàn Quốc
Website chính thức
Kênh Yuehua Entertainment trên YouTube
Lý Tường Khuê (Phó tổng giám đốc) trên Sina Weibo